# Léon Van Den Bossche
Léon Pierre Charles Van Den Bossche (né à Tirlemont le 20 juin 1841 et mort dans la même ville le 30 janvier 1911) est un diplomate et sénateur belge, amateur de plantes et fondateur d'un jardin botanique privé, l'Hortus Thenensis.

## Biographie
Léon Van Den Bossche naît à Tirlemont le 20 juin 1841, dans une famille pionnière de l'industrie sucrière tirlemontoise. Après avoir obtenu un diplôme de docteur en sciences politiques, il entame en 1862 une carrière de diplomate, comme secrétaire légataire, qui le conduira successivement à Rome, Madrid, Saint-Petersbourg, Lisbonne, Berne, Munich, Vienne, Stockholm, Washington et Constantinople. De retour en Belgique dans les années 1875-1877, il devient chef de cabinet du ministre des Affaires étrangères, Guillaume d'Aspremont Lynden. En 1883, il est nommé ministre résident (agent diplomatique de 3e classe) aux États-Unis du Mexique, mais quittant le service actif quelques mois plus tard, vraisemblablement pour des raisons de santé, il ne se rendra jamais au Mexique. En 1895, il est élu sénateur pour l'arrondissement de Louvain par le Parti catholique et conserve ce mandat jusqu'en 1900.

## Hortus Thenensis

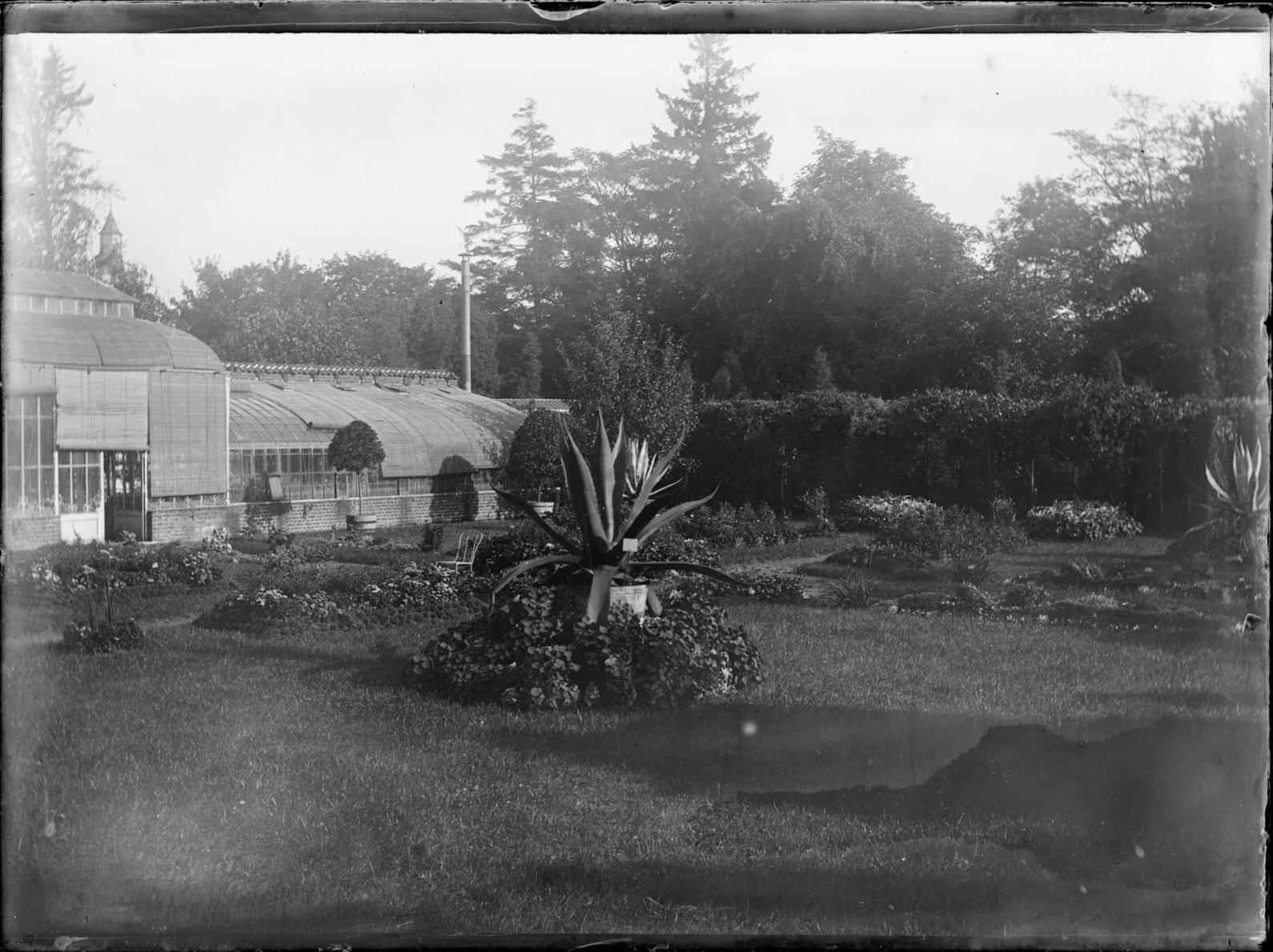
Le jardin et les serres de M. Léon Van Den Bossche à Tirlemont (Hortus thenensis) vers 1900.

Entre 1886 et 1910, Léon Van Den Bossche rassemble dans sa propriété de Tirlemont des collections de plantes dans un jardin botanique privé, appelé Hortus thenensis (de Thenis nom latin de la ville).
En 1893, il publie un index des 1 320 espèces et variétés d'arbres, arbustes et autres plantes ligneuses qui y sont cultivées en plein air ou en serre ; un premier index complet des espèces botaniques voit le jour deux ans plus tard et une seconde édition de cet index paraît en 1900, la collection compte alors quelque 3 500 espèces et variétés.

## Œuvres
- Manuel de préparation à l'examen diplomatique
  - I. Histoire politique moderne
  - II. Economie politique, Brussel, 1869-1870.
- Hortus Thenensis : Index des arbres, arbustes & plantes ligneuses cultivées, tant en plein air qu'en serre dans le jardin de M. Léon van den Bossche, 1893, 97 p.
- Hortus Thenensis : Index des espèces botaniques cultivées dans le jardin de M. Léon van den Bossche à Tirlemont (Mai 1895), Bruxelles, Veuve Monnom, 1895, 230 p.
- Hortus Thenensis : Index des espèces botaniques cultivées dans les collections de M. van den Bossche, Ministre résident à Tirlemont, Bruxelles, Veuve Monnom, 1900, 268 p.